# Deryck Sivén
Deryck Albert Sivén, född 12 augusti 1913 i Helsingfors, död där 8 april 2002, var en finländsk fredsaktivist.
Sivén blev filosofie kandidat 1940. Han var 1949–1964 lärare i engelska och historia vid olika läroverk i Helsingfors och 1964–1976 äldre lektor i historia vid Svenska lyceum. Han engagerade sig i fredsarbetet redan på 1930-talet, blev efter andra världskriget vice ordförande i Finlands fredsförbund och efterträdde Felix Iversen som ordförande (1967–1974); redigerade förbundets tidskrift Fredsposten 1945–1952.
Sivén blev kväkare 1947 och tog 1958 initiativ till den radikalpacifistiska organisationen Krigsmotståndarna i Finland samt verkade som dess förste ordförande. Han utgav bland annat boken Arvfiender? (1985), en sammanfattande analys av Finlands östrelationer.